# En natt i Moskva
En natt i Moskva eller Podmoskovnyje vetjera (på kyrilliska: Подмосковные Вечера, på svenska: "Kvällar i Moskvas förstäder", även engelska: Moscow Nights) är en rysk sång. Den är en av de ryska sånger som är mest berömda utanför Ryssland.
Sången hette ursprungligen Leningradskije vetjera ("Kvällar i Leningrad") och skapades 1955 av kompositören Vasilij Solovjov-Sedoj och poeten Michail Matusovskij. På order från Sovjetmakten fick dock namnet och texten ändras till handla om Moskva istället. En inspelning på film gjordes samma år med skådespelaren Vladimir Trosjin.
Sedan dess har sången spridit sig över världen, inte minst till Kina.[källa behövs] En instrumentalversion användes länge som pausmusik på sovjetiska radiostationer.
Ur den svenska sångtexten, som har titeln En natt i Moskva och skrevs av Håkan Elmquist, är kanske andra raden mest känd, "nere vid Moskvaflodens strand". I Sverige blev sången populär med den norske sångaren Jan Høiland och låg på Svensktoppen under perioden 13 oktober 1962 −26 maj 1963  och toppade bland annat listan. Han framförde den i Hylands hörna 19 december 1962. Jazzmusikern Jan Johansson har givit ut en jazzversion med titeln Kvällar i Moskvas förstäder på skivan Jazz på ryska 1967. Anne-Lie Rydé spelade in låten på coveralbumet Stulna kyssar 1992 . Samma år spelades sången även in av Vikingarna på skivan Kramgoa låtar 20.